# Glenbrook (Nevada)
Glenbrook es un lugar designado por el censo en el condado de Douglas en el estado estadounidense de Nevada.

## Geografía
Glenbrook se encuentra ubicado en las coordenadas 39°5′22″N 119°56′21″O / 39.08944, -119.93917.